# Boreotrophon kabati
Boreotrophon kabati är en snäckart som beskrevs av J. H. McLean 1996. Boreotrophon kabati ingår i släktet Boreotrophon och familjen purpursnäckor. Inga underarter finns listade i Catalogue of Life.